# ビザンツの王女
『ビザンツの王女』（ピザンツのおうじょ、ペルシャ語でシャハーザード・ルーム）は歴史アニメ映画である。制作はハーミド・ジャアファリー、編集はハーディー、ハーミドにアッバース・シャラーラ、ザフラー・ブライティアである。主演はアリー・サアドとサアド・ハムダーンとウマル・ミィカーリーとサウサン・アウワドである。映画関連の仕事は2年半に渡り続いた。また100人以上をその作業に要した。 そしてこれはイランとレバノンの合同作品である。映画の予算はおよそ70万ドルに達した。2015年5月7日にレバノンで初めて公開され、批評家たちから良い反応を得た。

## あらすじ
842年のコンスタンティノープル、ビザンツ人の王の孫、ビザンツの皇帝ヨシュアの娘、マリーカの周りで、映画中の出来事が始まる。彼女は悪と闘い正義を立てる為のレヴァントの未来を期待していた。民衆は、彼女の反対にも関わらず、彼女が軍の将軍クライトスと結婚するものと見なしていた。しかしムスリムのコンスタンティノープル入城後、彼女はバグダードで捕虜となり、そして彼女の人生は、第十代イマーム、アリー・ハーディーの家に入った後、その人生の進路を完全に変えることとなった。

## フルストーリー
まだ842年は開けていなかった、それまでの数年は似たり寄ったりで、民衆もそんなものでコンスタンティノープルでの生活に慣れきっており、市場は売り手と買い手で満ちあふれていた。貴族たちは臣民に関する情報を皇帝に伝え、またかれらにとり不安の源になっていたムスリムたちの活動に関する緊急の知らせを使者たちは運んでいた。ビザンツが満喫していた平穏は、繁栄を衰退へつなげていった。コンスタンティノープルでは、子どもたちが働き、聖職者たちは民衆と街の様子に絶望し、説教をし、福音書の節を詠唱することにより救済を説いていた。そして老人たちは大団円を目撃することを希望していた。城の中では、召使いたちが食事を用意し、部屋と廊下を掃除していた。そして衛兵は皇帝の朝の散歩に同伴し、新しい命令を待っていた。しかし第一の間以外での皇帝は違った。孫娘マリーカはいつも心配と騒動の種だったのだ。彼女の結婚中に起き、彼女を落胆させた地震への悲しみを隠さず、そして彼女の祖父はビザンツ人が見たことも無いような美しい結婚式を執り行うと約束した。そして彼女は人々を悩ます不義と既存の混乱に思いを馳せ、どうすれば正義を打ち立てるのを手助けできるかと考えるのであった。泣くことと礼拝以外、彼女の平安を助けることは無く、そして時に夢は彼女を別の世界へ連れて行くのだった。しかし民衆は彼女を新婦と見なし、良くなるであろうと思っていた。マリーカは結婚について考えるときは常に落胆と痛みが増すのであった。そしてある日、レディー・マリーカは幸福な喜びと共に眠りから覚め、約束の日が近づいているという吉報を彼女は見たのである。

## 登場キャラクター
- レディー・マリーカ：皇帝の孫にして跡継ぎ。